# Erik Edman
Erik Edman, född 11 november 1978 i Habo, är en svensk före detta fotbollsspelare, expertkommentator och sportchef. 2023 blev han tränare för Hittarps IK. 2024 arbetade han även som scout för Helsingborgs IF.
Edman representerade svenska landslaget vid EM-slutspelet 2004 i Portugal och i VM-slutspelet 2006 i Tyskland.

## Klubbkarriär

### Helsingborgs IF
Efter att ha fått sin initiala fotbollsskolning i Habo IF värvades Edman till Helsingborgs IF. Han gjorde allsvensk debut som 18-åring i premiäromgången 1997 och var med och vann Svenska cupen 1998. Erik Edman var en av HIF:s bästa spelare under våren 1999, men när SM-guldet firades i november fanns inte Erik Edman på plats i Helsingborg. Under sommaren hade han sålts till den italienska klubben Torino FC. 

### Torino och Karlsruhe
Edmans tid i Torino blev inte särskilt lyckad. Totalt fick han göra två cupmatcher för italienarna men ingen ligamatch. Torino lånade under vintern ut honom till den tyska klubben Karlsruher SC, där han fick spela sex matcher. Dessutom råkade han ut för en meniskskada och opererades. I Karlsruhe tränades Edman av Tysklands blivande förbundskapten Joachim Löw. 

### AIK och Heerenveen
I juli 2000 presenterades Erik som ännu ett av AIK:s många nyförvärv det året. Han hade skrivit på för 3,5 år, men det blev bara totalt 30 matcher i AIK innan Edman prövade lyckan i Europa igen. Edman såldes sommaren 2001 från AIK till den holländska klubben SC Heerenveen i en övergång som kostade nederländarna cirka 8 miljoner kronor.

### Tottenham Hotspur
Edmans insatser i landslaget och Heerenveen gjorde att han sommaren 2004 köptes av engelska Tottenham Hotspur. Edman fick fina recensioner efter debutmatchen mot Liverpool 14 augusti 2004. Det blev dessutom mål efter ett inlägg signerat Edman.  
Under tränaren Jacques Santini spelade Tottenham ingen sprudlande fotboll, men Edman fick stort förtroende och spelade majoriteten av matcherna under säsongen. Edman spelade 31 ligamatcher och 3 FA-cup-matcher med Tottenham. 16 april 2005 sköt Edman ett sensationellt långskott från 40 meter mot Liverpool på Anfield Road. Målet blev valt till "Årets mål" i Premier League.
Den 15 november 2004 fick Erik Edman utmärkelsen "Årets back" på Fotbollsgalan.

### Rennes
Mitt under uppladdningen till de viktiga VM-kvalmatcherna i september 2005 mot Bulgarien och Ungern bytte Erik Edman klubbadress till franska Stade Rennais FC. Där blev han bland annat klubbkamrat med Kim Källström och Andreas Isaksson. Rennes köpte Edman för 28 miljoner och han skrev ett treårskontrakt och fick behålla sin lön. Möjligheten till mer speltid och tränarens förtroende vägde tungt. Erik ville ha mycket speltid för att kunna ladda ordentligt säsongen innan VM i Tyskland och utveckla sitt offensiva spel, och eftersom Tottenham nyligen värvat den koreanske vänsterbacken Lee Young-pyo var Edman orolig för att inte kunna få det i Londonklubben.

### Wigan Athletic
I januari 2008 flyttade Edman tillbaka till Premier League. 30-årige Edman kom överens om ett 2,5-årskontrakt med Wigan Athletic. Kontraktet gav honom 20 miljoner kronor per år. Anledningen till att Edman fick en så pass hög lön var att han lämnade Rennes med bara ett halvår kvar av sitt kontrakt varvid den franska klubben fått släppa svensken relativt billigt.
24 mars 2008  i en ligamatch mot Blackburn, skadade Edman korsbandet i vänster knä.. Han var borta från spel i 10 månader och missade därmed EM 2008.
Edman fick efter skadan sparsamt med speltid i Wigan. Han spelade dock från start när Wigan mötte Tottenham 22 november 2009 på White Hart Lane. Tottenham vann med sanslösa 9-1 och åtta av målen kom till på Edmans kant, där hemmalagets Aaron Lennon hade lekstuga. Det blev bara totalt 12 matcher varav 8 från start, för Edman i Wigan.

### Återkomst till Helsingborg
I februari 2010 bröt Wigan Edmans kontrakt i förtid och han återvände hem till Sverige, tillbaka till HIF. Med Helsingborgs IF vann Edman Svenska cupen 2010 och 2011, Allsvenskan 2011 samt Supercupen 2011.
I december 2012 meddelade Edman att han slutar som spelare och fortsätter som tränare.

## Landslagskarriär
31 januari 2001 gjorde Edman sin landslagsdebut i en träningsmatch mot Färöarna inomhus i Växjö Tipshall. Hans genombrott i landslaget kom i träningslandskampen mot England i Manchester 10 november 2001. Där spelade Edman till sig en plats i den svenska VM-truppen 2002 och tvingade världsstjärnan David Beckham att gå ner på egen planhalva och försvara sig. Sverige åkte ut i åttondelsfinal i VM 2002, och Edman fick nöja sig med att se och lära från bänkplats. 
Under EM-kvalet 2004 kvalificerade sig Edman för en fast position i landslaget. I de tre gruppspelsmatcherna i EM 2004 var han med från start på sin vänsterkant, och han var en av Sveriges bästa spelare. Sverige mötte Bulgarien i öppningsmatchen och vann med hela 5-0. Samspelet mellan Edman och Henrik Larsson betydde 2-0 i matchen. Edman fick bollen på sin vänsterfot vid sidlinjen och slog in ett långt, skruvat inlägg mot bortre delen av straffområdet. Bollen som fick en riktig skruv, tog sig runt alla försvarare, letade sig fram till en stormande Larsson som språngnickade. Målet var Portugal-EM 2004:s snyggaste mål enligt Uefas expertjury. Edman fick gult kort både mot Italien och Danmark och var därmed avstängd i kvartsfinalen mot Nederländerna. 
I kvalet till VM 2006 spelade han sju matcher. Edman gjorde det andra målet, en kanonfrispark, i 3–0-segern över Bulgarien 26 mars 2005. Det blev hans enda mål i landslaget. Väl i VM 2006 spelade han alla Sveriges fyra matcher. 
Edman spelade tio av tolv kvalmatcher till EM 2008. Han missade sedan mästerskapet på grund av korsbandsskadan han ådrog sig i Wigan i mars 2008.
Edmans sista landskamp blev en träningsmatch mot Serbien 1 april 2009. Det slutade på 57 A-landskamper och 1 mål.

## Övrigt
Edman blev efter fotbollskarriären expertkommentator på C More, och instruktör på Wieselgrensskolan i Helsingborg. 2018 blev han assisterande tränare för Eskilsminne IF. I november 2019 blev Edman tränare för Hittarps IK. I maj 2022 blev han sportchef i Landskrona BoIS, vilket uppdrag han lämnade ett år senare. 

## Meriter
- Svenska cupen i fotboll 1997/1998 med Helsingborgs IF
- Allsvenskan 1999 med Helsingborgs IF
- Svenska cupen i fotboll 2010 med Helsingborgs IF
- Svenska Supercupen 2011 med Helsingborgs IF
- Allsvenskan 2011 med Helsingborgs IF
- Svenska cupen i fotboll 2011 med Helsingborgs IF

### Fotnoter
1. ↑  ”Erik Edman om återkomsten till Hittarp, kommande säsongen och årets HIF”. SkåneSport. 17 mars 2024. https://skanesport.se/2024/03/17/erik-edman-om-aterkomsten-till-hittarp-kommande-sasongen-och-arets-hif/. Läst 25 september 2024.
2. ↑  ”Erik Edman tillbaka i Helsingborgs IF – som scout”. Fotboll Direkt. 22 augusti 2024. https://fotbolldirekt.se/2024/08/22/erik-edman-tillbaka-i-helsingborgs-if-som-scout. Läst 25 september 2024.
3. ↑  Jan Andersson, Johannes Sundblad (4 februari 2010). ”Erik Edman förstärker HIF” (på svenska). Helsingborgs dagblad. https://www.hd.se/2010-02-04/erik-edman-forstarker-hif. Läst 22 december 2018.
4. ↑  ”Jag är själv lite i chock”. Aftonbladet. 26 juli 2001. https://www.aftonbladet.se/sportbladet/fotboll/a/G1QEVl/jag-ar-sjalv-lite-i-chock. Läst 28 maj 2020.
5. ↑  ”Succé för Erik Edman i debuten”. Aftonbladet. 14 augusti 2004. https://www.aftonbladet.se/sportbladet/a/L0lbnJ/succe-for-erik-edman-i-debuten. Läst 28 maj 2020.
6. ↑  ”Erik Edman: Tottenham Hotspur”. www.11v11.com. https://www.11v11.com/players/erik-edman-13259/team/tottenham-hotspur/#clubmatches. Läst 26 maj 2020.
7. ↑  ”Edmans superskott”. Expressen. 17 april 2005. https://www.expressen.se/sport/fotboll/edmans-super-skott/. Läst 28 maj 2020.
8. ↑  ”Därför valde Erik Edman att lämna Tottenham”. Expressen. 1 september 2005. https://www.expressen.se/sport/fotboll/darfor-valde-erik-edman-att-lamna-tottenham/. Läst 28 maj 2020.
9. ↑  ”Erik Edman till franska Rennes”. Sveriges Radio. 31 augusti 2005. https://sverigesradio.se/sida/artikel.aspx?programid=179&artikel=683149. Läst 25 maj 2020.
10. ↑  ”Edmans klipp - 20 miljoner i årslön”. Fotbollskanalen. 17 januari 2008. https://www.fotbollskanalen.se/england/edmans-klipp---20-miljoner-i-arslon/. Läst 25 maj 2020.
11. ↑  ”Edman: Korsbandet är av”. Expressen. 24 mars 2008. https://www.expressen.se/sport/fotboll/erik-edman-korsbandet-ar-av/. Läst 26 maj 2020.
12. ↑  ”Edmans mardröm”. Expressen. 22 september 2011. https://www.expressen.se/sport/fotboll/premier-league/edmans-mardrom-han-skams-nog/. Läst 25 maj 2020.
13. ↑  ”Erik Edman: Wigan Atletic”. 11v11.com. https://www.11v11.com/players/erik-edman-13259/team/wigan-athletic/#clubmatches. Läst 25 maj 2020.
14. ↑  ”Edman slutar och blir tränare”. Helsingborgs Dagblad. 21 december 2012. https://www.hd.se/2012-12-21/edman-slutar-och-blir-tranare. Läst 25 maj 2020.  [inloggning kan krävas]
15. ↑  ”Sverige 0 - 0 Färöarna”. Svenska Fotbollförbundet. Arkiverad från originalet den 1 november 2022. https://web.archive.org/web/20221101111733/https://www.svenskfotboll.se/matchfakta/sverige-faroarna-landskamper-herr-senior/1570022/. Läst 2025 05 26.
16. ↑  ”0-0 för framtidslaget”. Arkiverad från originalet den 1 juli 2022. https://web.archive.org/web/20220701125926/https://www2.svenskfotboll.se/arkiv/tidigare/2001/01/herr-0-0-for-framtidslaget/. Läst 27 maj 2020.
17. ↑  ”Bulgarien 0 - 3 Sverige”. Svenska Fotbollförbundet. https://www.svenskfotboll.se/matchfakta/bulgarien-sverige-landskamper-herr-senior/1570461/. Läst 26 maj 2025.
18. ↑  ”Edmans kanon sänkte Bulgarien”. Aftonbladet. 8 mars 2011. https://www.aftonbladet.se/sportbladet/fotboll/a/A2vlkx/edmans-kanon-sankte-bulgarien. Läst 28 maj 2020.
19. ↑  ”Edman missar kvalet”. Expressen. 21 maj 2007. https://www.expressen.se/sport/fotboll/edman-missar-em-kvalet/. Läst 28 maj 2020.
20. ↑  ”EXTRA: Edman missar EM - korsbandet av”. Fotbollskanalen. 24 mars 2008. https://www.fotbollskanalen.se/landslag/extra-edman-missar-em---korsbandet-av/. Läst 28 maj 2020.
21. ↑  ”Serbien 2 - 0 Sverige”. Svenska Fotbollförbundet. Arkiverad från originalet den 29 oktober 2023. https://web.archive.org/web/20231029142827/https://www.svenskfotboll.se/matchfakta/serbien-sverige-landskamper-herr-senior/1570909/. Läst 26 maj 2020.
22. ↑  ”Erik Edman klar – för Eskilsminne IF”. SkåneSport. 23 mars 2018. https://skanesport.se/2018/03/23/erik-edman-klar-for-eskilsminne-if/. Läst 9 augusti 2020.
23. ↑  ”Hittarps tränarlösning: Erik Edman tar över”. Helsingborgs Dagblad. 18 november 2019. https://www.hd.se/2019-11-18/hittarps-tranarlosning-erik-edman-tar-over. Läst 6 mars 2021.  [inloggning kan krävas]
24. ↑  ”Erik Edman tar över som sportchef i BoIS”. Landskrona BoIS. 17 maj 2022. https://landskronabois.se/2022/05/17/premium-han-tar-over-som-sportchef-i-bois/. Läst 1 oktober 2023.
25. ↑  ”Officiellt: Erik Edman avgår - lämnar Landskrona BoIS”. Fotbolltransfers. 5 maj 2023. https://fotbolltransfers.com/nyheter/officiellt-erik-edman-avgar--lamnar-landskrona-bois/168930. Läst 3 oktober 2023.